# Байконыс (Туркестанская область)
Байконыс (каз. Байқоныс, до 2000 г. — Коммунизм) — село в Жетысайском районе Туркестанской области Казахстана. Входит в состав Жылысуского сельского округа. Код КАТО — 514457200.

## Население
В 1999 году население села составляло 1858 человек (955 мужчин и 903 женщины). По данным переписи 2009 года, в селе проживало 2397 человек (1210 мужчин и 1187 женщин).